# Flacillula nitens
Flacillula nitens is een spinnensoort in de taxonomische indeling van de springspinnen (Salticidae).
Het dier behoort tot het geslacht Flacillula. De wetenschappelijke naam van de soort werd voor het eerst geldig gepubliceerd in 1997 door Berry, Joseph A. Beatty & Jerzy Prószyński.